# Senbere Teferi
Senbere Teferi Sora (amharisch ሰንበሬ ተፈሪ; * 3. Mai 1995) ist eine äthiopische Mittel- und Langstreckenläuferin.

## Werdegang
2011 wurde Senbere Teferi im 1500-Meter-Lauf in 4:10,54 Minuten Zweite bei den Jugendweltmeisterschaften in Lille.
Eine Bronzemedaille im 1500-Meter-Lauf bekam sie 2012 bei den Juniorenweltmeisterschaften in Barcelona, als sie mit einer neuen persönlichen Bestleistung von 4:08,28 min ins Ziel einlief und Dritte wurde.
Bei den Weltmeisterschaften 2013 in Moskau belegte sie im 1500-Meter-Lauf den achten Platz in ihrem Vorlauf und schied damit aus.
Bei den Crosslauf-Weltmeisterschaften 2015 in Guiyang belegte sie den zweiten Platz und führte Äthiopien zum Sieg in der Mannschaftswertung. Am 30. August 2015 gewann sie die Silbermedaille im 5000-Meter-Lauf bei den Weltmeisterschaften in Peking. Sie benötigte für den Lauf 14:44,07 min. 

### Olympische Sommerspiele 2016
Bei den Olympischen Spielen 2016 in Rio de Janeiro erreichte sie in 14:43,75 min den fünften Platz über die 5000 m.
Bei den Crosslauf-Weltmeisterschaften 2017 in Kampala wurde sie in der Einzelwertung Zehnte und gewann mit Äthiopien Silber in der Mannschaftswertung. Bei den Weltmeisterschaften in London verpasste sie als Vierte über 5000 Meter nur knapp eine Medaille.
2018 belegte sie beim Dubai-Marathon in 2:24:11 h den neunten Platz und beim World 10K Bangalore in 31:22 min den zweiten Platz. Beim Diamond-League-Meeting in Rabat steigerte sie ihre Bestleistung im 5000-Meter-Lauf auf 14:23,33 min. 
Beim Delhi-Halbmarathon erreichte sie das Ziel nicht.
Im Februar 2019 gewann die damals 23-Jährige den RAK-Halbmarathon in den Vereinigten Arabischen Emiraten in 1:05:45 h denkbar knapp vor ihrer Landfrau Netsanet Gudeta, die mit derselben Zeit in die Ergebnisliste einging. Im April siegte sie beim Healthy Kidney 10K in New York City und wurde im September Sechste im 10.000-Meter-Lauf der Weltmeisterschaften in Doha, bevor sie im Oktober den Valencia-Halbmarathon in persönlicher Bestzeit von 1:05:32 h gewann. 
2020 belegte sie im März den siebten Platz beim Tokio-Marathon und beendete im Dezember den Valencia-Halbmarathon auf Platz drei.
2022 gewann Senbere Teferi das Peachtree Road Race in Atlanta über zehn Kilometer in einer Rekordzeit von 30:49 Minuten. Im Juli 2023 galt sie hier wieder als Favoritin, aber die 28-Jährige bog in Führung liegend kurz vor dem Ziel falsch ab und belegte den dritten Rang.

## Persönliche Bestleistungen

### Freiluft
- 1500 m: 4:01,86 min, 15. Mai 2015, Doha
- 2000 m: 5:34,27 min, 17. Juni 2014, Ostrava
- 3000 m: 8:32,49 min, 8. September 2018, Ostrava
- 5000 m: 14:15,24 min, 8. Juni 2021, Hengelo
- 10.000 m: 30:40,59 min, 29. Juni 2016, Hengelo
- Halbmarathon: 1:04:40 h, 11. Februar 2024, Barcelona
- Marathon: 2:19:21 h, 24. September 2023, Berlin

### Halle
- 1500 m: 4:11,37 min, 25. Februar 2014, Prag
- 3000 m: 8:46,84 min, 21. Februar 2015, Birmingham